# Salt – barn och unga i EFS
Salt är Evangeliska Fosterlands-Stiftelsens barn- och ungdomsorganisation, bildad 7 maj 2005. Organisationens mål är att ”barn och ungdomar ska få lära känna, komma till tro på och följa Jesus Kristus.” Vid slutet av år 2024 fanns det 108 Saltföreningar i Sverige, som tillsammans samlade  3 464 medlemmar mellan 6 och 25 år och 4041 totalt. Organisationens generalsekreterare var då Rebecca Stighem, och dess styrelseordförande Måns Arvidsson.

## Historik
EFS första ungdomsförbund, De ungas förbund (DUF), bildades 1902 på initiativ av Efraim Rang, som då var lärare vid Johannelunds missionsinstitut och redaktör för De ungas tidning. Rang menade att ungdomar själva skulle planera och driva sin verksamhet, en för den tiden revolutionär tanke. DUF blev, efter att från början ha varit organisatoriskt underställt EFS, alltmer självständigt, och så småningom blev det mindre självklart för DUF-medlemmar att vid mogen ålder gå över som medlemmar till moderorganisationen. Resultatet blev att medelåldern i DUF på 50-talet var nästan lika hög som i EFS. Det var också de äldre i organisationen som stod för ledarskapet, och Efraim Rangs idéer kom alltså inte längre till uttryck.
Efter påtryckningar från yngre medlemmar skedde en omstrukturering 1961, då De ungas förbund bytte namn till Evangeliska fosterlandsstiftelsens ungdom (EFU). Till EFU var det inte längre möjligt att ansluta lokala ungdomsföreningar, utan organisationen blev i stället ett paraplyorgan för det barn- och ungdomsarbete som bedrevs av lokala EFS-föreningar.
Den kamp för ökat ungdomsinflytande som var betecknande för 60-talet i stort ledde till ytterligare en nystrukturering 1971, då EFU lades ner med förhoppningen att ungdomarna i stället skulle få och ta sig ett större inflytande i moderorganisationen EFS. För att ge ungdomarna en plattform för påverkan skapades ett ungdomsråd på riksnivå, som dock hade svårt att få något genomslag.
År 1980 skapades en ny plattform för påverkan för ungdomarna inom EFS då årliga ungdomsforum började arrangeras. EFS ungdomsforum såg till formen ut som årsmöten för EFS ungdom, men hade ingen beslutsrätt. Däremot har EFS på riks-, distrikts- och lokalplan genom åren mottagit åtskilliga skrivelser och motioner från ungdomsforum. Flera ledamöter har också valts in i EFS riksstyrelse på förslag från ungdomsforum.
I början av 1990-talet bearbetades frågan om att på nytt starta ett självständigt ungdomsförbund. Detta resulterade inte i något nytt förbund, men däremot i något som kunde påminna om en egen ungdomsstyrelse, Riksarbetsgruppen (RAG), bildad 1996. RAG:s uppgift var att under året följa upp förslag och idéer från ungdomsforum, samt att fungera som skuggstyrelse för EFS styrelse. Det innebar att man bevakade styrelsens arbete och kom med synpunkter och frågor när man fann det befogat. RAG:s uppgift var inte i första hand att bevaka specifika ungdomsfrågor, utan att ur ett ungdomligt perspektiv bevaka allt som styrelsen fick på sitt bord.
Då myndigheterna i början av 2000-talet aviserade att det undantag EFS under lång tid beviljats från regeln om att en organisation för att få statliga bidrag för sitt ungdomsarbete måste vara en renodlad ungdomsorganisation inte skulle komma att förnyas, aktualiserades på nytt tankarna om ett självständigt ungdomsförbund. Resultatet blev att Salt bildades sommaren 2005. Salts första generalsekreterare var Olof Edsinger, som innehade posten fram till sommaren 2014.

## Salts verksamhet
Salt arrangerar läger och konferenser på nationell och regional nivå. Internationellt arbetar Salt tillsammans med EFS med Barn i alla länder. Tidigare har man haft volontärer som från början reste till Tanzania och Etiopien, men senare till Argentina och Burma. Under flera års tid hade man teamresor till den Ingermanländska kyrkan i Ryssland, men övergick 2012 till en outreachsatsning i Etiopien och Burma. Man har även haft ett nationellt volontärprogram, Team Jesus Generation.

## Salt Scout
Inom EFS har det länge funnits barn- och ungdomsarbete besläktat med scouting under benämningen FG/PG (pojk- och flickgrupper). Sedan slutet av 1980-talet har dessa omvandlats till scoutkårer i enlighet med ett sektionsavtal med KFUK-KFUM:s scoutförbund. I samband med omstruktureringen av scoutvärlden i stort fick Salt möjlighet att bli en självständig samverkansorganisation inom Scouterna, vilket gör att man sedan januari 2013 står på egna ben i scoutvärlden - utan koppling till KFUK-KFUM:s scoutförbund. 
I maj 2014 beslutade Salts årsmöte att byta namn på Salts scoutverksamhet från EFS Scout till Salt Scout. Salts scoutarbete drivs och utvecklas genom Salts Centrala Scoututskott. Vart tredje år arrangerar man även Salts i särklass största barn- och ungdomsarrangemang: scoutlägret Patrullriks, som arrangeras på olika platser i landet i samarbete med lokala distrikt.